# Friesche Vlag

De vlag van de provincie Friesland waarop de naam van het merk is gebaseerd

Friesche Vlag is een merk van zuivelcoöperatie FrieslandCampina. Het bestaat sinds 1919 en is het oudste zuivelmerk van Nederland. Na 2012 werd de merknaam alleen nog gebruikt voor koffieverrijkers (zoals Nutroma, Goudband, Halvamel en Completa).

## Geschiedenis
Met de oprichting van de Coöperatieve Condensfabriek Friesland in 1919 werd Friesche Vlag (Engels: Frisian Flag) als merk gedeponeerd. Het merk is met name bekend door de koffiemelk en gecondenseerde melk. In 2000 werd Friesche Vlag het paraplumerk van het toenmalige Friesland Foods, een zuivelcoöperatie die in 1997 uit een fusie was ontstaan. Hierdoor kwam ook dagverse zuivel zoals melk, yoghurt en vla onder de naam Friesche Vlag in de winkelschappen.
Hoewel het beeldmerk van Friesche Vlag in de loop der jaren diverse malen wijzigingen onderging, bleef het in grote lijnen gelijk. Altijd was er de ruitvorm met daarin een cirkel, waarbinnen een wapperende vlag van Friesland is te zien.

## Gedeeld gebruik
In 2008 fuseerde Friesland Foods met Campina; een samengaan van de twee grootste zuivelcoöperaties in Nederland. De Europese Commissie stelde een aantal voorwaarden aan deze fusie. De nieuwe onderneming moest een aantal activiteiten afstoten, waaronder de fabriek in Nijkerk waar de dagverse zuivel van Friesche Vlag werd geproduceerd.
De fabriek in Nijkerk is overgenomen door Arla Foods. Deze Zweeds-Deense zuivelcoöperatie kreeg 2009 een licentie om gedurende tien jaar het merk Friesche Vlag te voeren voor dagverse melkproducten. Hierdoor ontstond de unieke situatie dat twee zuivelgiganten tegelijkertijd het zelfde merk voerden. De website van Friesche Vlag werd deels doorgelinkt naar FrieslandCampina (koffieverrijkers, langhoudbare zuivel) en deels naar Arla (dagverse zuivel). Op de verpakkingen van FrieslandCampina-producten werd expliciet vermeld: "Friesche Vlag is een merk van FrieslandCampina". Deze informatie ontbrak op de verpakkingen van Arla Foods.
Na een paar jaar stopte Arla Foods met het merk Friesche Vlag. In 2012 werd het al tien jaar niet meer gebruikte merk Melkunie door Arla opnieuw in gebruik genomen.

## Trivia
- De Engelstalige variant van de merknaam, Frisian Flag, is sinds 1922 in gebruik in Indonesië. FrieslandCampina brengt daar een breed scala langhoudbare zuivelproducten op de markt onder de naam Frisian Flag. Het merk gebruikt als ondertitel ook 'Susu Bendera', vrij vertaald: “vlaggenmelk”.
- Jarenlang waren Nutroma en Friesche Vlag concurrenten wat betreft koffiemelk. Nu valt Nutroma onder het paraplumerk Friesche Vlag.